# Very Little Nightmares
Very Little Nightmares (укр. Дуже маленькі жахіття) — це приквел до Little Nightmares, випущений для iOS 30 травня 2019 року  і пізніше для Android 10 грудня того ж року .

## Сюжет
Події розгортаються за деякий час до подій першої (і другої) гри в резиденції, розташованій на хиткій скелі під назвою Іль Нідо. Головна героїня оповідання — дівчина в жовтому плащі, зовні схожа на Сікс, яка на своїй повітряній кулі врізалася у Віллу дель Нідо. По дорозі дівчина зустрічає ще двох своїх однолітків: хлопчика з червоним шарфом і дівчинку з стриженою зачіскою. Потім хлопчика викрадає один із служителів Няні, Іграшник, який убиває його і перетворює на ганчіркову ляльку: фактично виявляється, що нещасні люди, які наважуються проникнути в Гніздо, таким чином стають жертвами господині, молодої Обманщик, який він нічого не робить, але вважає людей своїми маріонетками, наказуючи своїм слугам купувати йому все більше і більше ляльок.
Дві дівчини пробираються навколо особняка, уникаючи небезпечного дворецького з телекінетичними здібностями. Тікаючи через сад, вони досягають скелі, і дівчина в плащі знаходить Обманщика на лавці, який плаче. Щиро вибачившись, дівчина підходить до вельможі, але як тільки її помічають, Обманщик кидається в погоню. Головний герой за допомогою іншого втікача спускається зі скелі, щоб втекти від Обманщика, і, нарешті, двом, очевидно, вдається перемогти її, кинувши в неї камінь. Однак незабаром після цього Обманщик встає і кидається на головного героя. Таким чином двоє падають зі скелі, а капюшон головного героя опускається, відкриваючи довгий заплетений хвіст, який точно не належить Шостій. Дві дівчини падають у море, і єдине, що з’являється на поверхні, — це жовтий плащ головної героїні, який друга втікачка підбирає після того, як досягає імпровізованого плоту біля підніжжя скелі, виявляючи, що вона справжня Шістка.

## Персонажі
- Дівчина в жовтому плащі: герой повісті. Отримавши плащ, гравець змушений повірити, що це Шість, лише щоб дізнатися правду в кінці гри.
- Шість: дівчина з стриженим волоссям і безрукавкою, головна героїня інших назв серії. Він стежить за головним героєм на відстані, коли вони шукають шлях до втечі з Гнізда. В останній частині гри вони допомагають один одному і, на честь своєї подруги, Сікс одягне її плащ, єдине, що від неї залишилося.
- Хлопчик із червоним шарфом: ще один в’язень Гнізда, який незабаром помирає, ставши лялькою від рук Іграшника.
- Трикстер: молодий дворянин трохи старший за Шість і головний герой. Вона дуже розпещена і зарозуміла, але вона також володіє силою оглушливого крику, а також здатністю змушувати людей зникати, просто доторкнувшись до них. Можливо, тому й відсутність батьків, які відчувають певний сум, який намагаються заповнити ляльками. Враховуючи різні малюнки, скам’янілі очі, присутність Номіні в його домі та чорну магію, дуже схожу на магію Леді, він має зв’язки з Пащею.
- Батлер: друга перешкода в грі, дворецький зі зв’язаними руками за спиною — він рухається та взаємодіє з об’єктами за допомогою психокінезу . На відміну від багатьох антагоністів серіалу, щойно він помічає головну героїню, він миттєво вбиває її, кидаючи в неї щось, не даючи жодного шансу втекти.
- Виробник іграшок: перша перешкода в грі, довгонога людина в костюмі хірурга, який пересувається в маленькому інвалідному візку. Він перетворює полонених дітей на ганчіркових ляльок методом таксидермії .

## Режим гри
Гра являє собою точку й клацання : гравець має торкнутися точки на екрані, і герой піде до відповідної точки або взаємодіє з об’єктом поблизу. Геймплей здебільшого складається з вирішення головоломок або ховається в певних схованках і чекає відповідного моменту, перш ніж продовжити свою подорож, коли ситуація заспокоїться. Ближче до кінця гри вам потрібно працювати разом із Шісткою, щоб продовжити, переконавшись, що ви одночасно пробиєте ворота або прокладете шлях один для одного.
На кожному рівні прихована коробка-сюрприз, що містить маріонетку одного з персонажів із попередньої гри (і з коміксів), як-от Хранитель, Леді та діти-біженці. Ці ящики, єдині предмети колекціонування в грі, знаходяться в місцях, де ховаються Номіні.

## Рецепція
Згідно з веб-сайтом-агрегатором оглядів Metacritic, Very Little Nightmares має оцінку 53/100 на основі 4 професійних рецензій, що вказують на «змішані та середні» рецензії  .
Джорджіо Мелані з Multiplayer.it назвав проект, який був лише частково успішним, оскільки він зміг переконливо відтворити атмосферу, яка характеризувала оригінальну гру завдяки гарному графічному стилю та чудовому художньому керівництву, але він значною мірою провалився, коли справа дійшла до ігрового процесу. . Насправді останній представляв різні технічні та дизайнерські проблеми ігрової структури . Незважаючи на це, вона залишалася цілком цікавою для дивного всесвіту Six, оскільки вона створювала захоплюючу обстановку, як Nest, але цього було недостатньо, щоб зробити її повною та збалансованою грою . Габріеле Каролло з Everyeye.it вважає атмосферу, представлену в назві, приємною . Сама гра, однак, відмовилася від деяких достоїнств оригінальної формули і не представила формули гідної заміни . Головоломки були простими, деякі ігрові дизайнерські рішення були надмірно повторюваними, і в цілому не було концептуальних і технічних недоліків .
Кемпбелл Берд із 148Apps заявив, що, окрім гарної графіки, Very Little Nightmares була не надто приємною грою, оскільки вона здавалася погано продуманою . Частини жахів, частини головоломки та мобільний досвід просто не працювали, що було великою проблемою для користувача, який шукав таку назву .
Французький сайт Jeuxvideo.com визнав гру ідеально адаптованою для мобільних пристроїв, і нею можна насолоджуватися протягом 18 розділів  . Подібно до DLC оригінальної гри, рівні дещо коливалися, але це все одно виявилася добре відкаліброваною грою, яка ніколи не розчаровувала, дуже гарною на візуальному рівні та із захоплюючим саундтреком  . Пропонуючи виклик із прогресуючою складністю, він спонукав гравця продовжити пригоду, щоб дізнатися більше про всесвіт, створений Alike Studio .